# 龍爪龍屬
龍爪龍屬（學名：Draconyx）意為「龍的爪」，是鳥腳亚目禽龍類下的一屬恐龍，生活於侏羅紀晚期的葡萄牙。龍爪龍的化石是在1991年發現於里斯本的勞爾哈（Lourinhã），並於2001年由奧克塔維奧·馬特烏斯（Octávio Mateus）及馬吉爾·泰雷斯·安頓涅斯（Miguel Telles Antunes）所描述、命名。
模式種是D. loureiroi，化石是部份的骨骼。種名loureiroi是以18世紀的葡萄牙耶穌會教士João de Loureiro為名，他同時也是葡萄牙古生物學的先驅。

## 化石材料
龍爪龍的正模式標本（編號ML 357）是由兩個上頜骨牙齒、三個尾椎、一個人字骨、右肱骨下端骨骺、一個手部掌骨、三個手部指爪、右股骨下端骨骺、脛骨與腓骨骨骺、距骨、跟骨、三個跗骨、四個蹠骨、以及腳部掌骨。
另外，在Praia do Caniçal則發現了一個股骨（編號ML 434），也被歸類於龍爪龍。

## 分類系統
馬特烏斯與安頓涅斯在2001年，將龍爪龍歸類於禽龍類，更明確地是基干直拇指龙类，根據以下：
- 上頜骨牙齒的唇側齒冠末端有大幅的垂直齒脊。
- 股骨彎曲，並擁有明顯的次要粗隆部。

## 外部連結
- 恐龍博物館——龍爪龍
- Mateus, O. & Antunes, M.T. (2001). Draconyx loureiroi, a new Camptosauridae (Dinosauria: Ornithopoda) from the Late Jurassic of Lourinhã, Portugal. Annales de Paleontologie, 87(1): 61-73
- Iguanodontia at Thescelosaurus!
- 龍爪龍[永久] Dinodata.org]